# 硫磺鳥島
27°52′27″N 128°13′35″E / 27.87417°N 128.22639°E
硫磺鳥島（日语：／ Iōtori-shima、琉球語：／ ）是琉球列島沖繩群島中最北方的島嶼，也是沖繩縣最北端的島嶼，也有人將此島分類於奄美群島之中；位於鹿兒島縣德之島西方，行政劃分上屬於沖繩縣島尻郡久米島町，為無人島，島上有活火山。

## 地理
全島為懸崖所包圍的台地，必須先攀上陡峭的懸崖才能進入島上。

## 歷史
琉球國時代才在島上進行硫磺的開採，並用於對中國的進貢及貿易。硫磺的開採一直進行到二次大戰後，現在在島上仍可見到開採過的痕跡。由於島上火山隨時有爆發的可能，島上居民已遷移至久米島。

## 外部連結
- 海域火山資料庫 日本海上保安廳海洋情報部：硫黄鳥島 （页面存档备份，存于）
- 日本國體地理院 國土變遷紀錄 空照閲覧系統：硫磺鳥島
- 日本國土地理院 電子國土地圖：硫磺鳥島[永久]
- 日本気象廳 活火山情報：硫磺鳥島